# 莫里斯 (紐約州村)
莫里斯（英語：Morris）是位於美國紐約州奧齊戈縣的村。

## 人口
根據2020年美國人口普查的數據，莫里斯的面積為1.95平方千米，當中陸地面積為1.93平方千米，而水域面積為0.02平方千米。當地共有人口486人，而人口密度為每平方千米249人。